# Marcus Cocceius Nerva (Jurist)
Marcus Cocceius Nerva († 33 n. Chr.) war ein römischer Senator und Jurist des 1. Jahrhunderts n. Chr. sowie Großvater des römischen Kaisers Nerva.
Laut Frontin wurde Cocceius Nerva während der Amtszeit der Konsuln Servius Cornelius Cethegus und Lucius Visellius Varro, das heißt im Jahr 24, zum curator aquarum ernannt und war in dieser Position als Nachfolger wohl des Lucius Tarius Rufus für die Wasserversorgung der Stadt Rom zuständig. Dieses Amt war ein konsularisches, sein Inhaber musste zuvor Konsul gewesen sein. In der literarischen Überlieferung ist ein Konsulat für Cocceius Nerva nicht belegt, doch bezeugen aus sich heraus nicht zu datierende Inschriften, dass ein Marcus Cocceius Nerva mit einem Gaius Vibius Rufinus Konsul war. Es handelt sich vor allem um eine Bauinschrift am Carcer Tullianus und eine Grabinschrift.
Schon Onofrio Panvinio setzte dieses Paar als Suffektkonsuln des Jahres 775 ab urbe condita, also für 22 n. Chr. an. Theodor Mommsen jedoch bezog die Inschrift auf den gleichnamigen Sohn des Marcus Cocceius Nerva, Marcus Cocceius Nerva, und datierte beider Konsulat „kurz vor 43“. Ihm folgte Attilio Degrassi in einem Aufsatz des Jahres 1943, vor allem aber in seiner einflussreichen Neubearbeitung der Konsularfasten. Ronald Syme hat 1980 für Vibius Rufinus herausgestellt, dass dessen Suffektkonsulat nur in die Jahre 20 oder 21 gesetzt werden kann, der Amtskollege folglich Nerva pater ist. Obwohl viele dessen Diktum zustimmen, wird auch an der Datierung des Konsulnpaares um das Jahr 40 festgehalten.
Marcus Cocceius Nerva stand in einem ausgesprochen engen Vertrauensverhältnis zu Kaiser Tiberius. Laut Tacitus nannte ihn Tiberius denjenigen, der ihm unter den Freunden am nächsten stand (proximus amicorum), und Sextus Pomponius berichtet, dass Nerva dem Tiberius sehr vertraut war (familiarissimus). Als einziger Senator begleitete er den Kaiser, als dieser sich im Jahr 26 nach Kampanien zurückzog. Im Jahr 33 beschloss Cocceius Nerva, seinem Leben durch Verweigerung der Nahrungsaufnahme ein Ende zu setzen. Das Motiv bleibt unklar. Cassius Dio stellt es in Zusammenhang mit dem Vorhaben des Tiberius, den Gesetzen Gaius Iulius Caesars zum Vertragsrecht, insbesondere zum Wucher, wieder Geltung zu verschaffen. Laut Tacitus berichteten Vertraute des Nerva, dass die Verzweiflung über die Leiden des Staates ihn zu diesem Schritt veranlasst hatte, um rein und unangetastet in Ehre sterben zu können. Anton van Hooff sieht denn auch taedium vitae – „Lebensüberdruss“ – als Motiv für den freiwilligen Tod.
Nerva war ein bedeutender Jurist des frühklassischen römischen Rechts. Er war Vorgänger des Juristen Proculus als Haupt der sogenannten prokulianischen Rechtsschule und galt als „ein in allen göttlichen und menschlichen Rechten wohlerfahrener Mann“ (omnis divini humanique iuris sciens) sowie als Kenner des Gesetzes. Von seinen juristischen Werken sind keine Titel überliefert, doch wird er oft als Gewährsmann in juristischen Fragen genannt.
Cocceius Nerva verheiratete irgendwann vor dem Jahr 30 seinen Sohn mit Sergia Plautilla, der Tochter des homo novus Gaius Octavius Laenas. Dieser folgte Cocceius Nerva 33 im Amt des curator aquarum. Aus der Ehe ging der spätere Kaiser Nerva hervor, weswegen Cocceius Nerva von Frontin als Großvater des Kaisers bezeichnet wird.